# Parafia katedralna Wniebowzięcia Najświętszej Maryi Panny we Włocławku
Parafia Katedralna Wniebowzięcia Najświętszej Maryi Panny we Włocławku – rzymskokatolicka parafia we Włocławku, należąca do diecezji włocławskiej i dekanatu włocławskiego I. Założona w 1947 roku przez biskupa Karola Radońskiego. Obsługiwana przez księży diecezjalnych.
Od 2015 roku funkcję proboszcza pełni ks. prał. mgr lic. Michał Krygier.

## Kościoły
- Bazylika katedralna Wniebowzięcia Najświętszej Maryi Panny we Włocławku (kościół parafialny)
- Kościół seminaryjny św. Witalisa we Włocławku (kościół filialny)